# مؤشر كوفمان للنشاط الريادي
مؤشر كوفمان للنشاط التجاري هو مؤشررئيسي لإنشاء الأعمال الجديدة في الولايات المتحدة ،  و الذي تم الإشارة اليه في بعض المجلات الأكاديمية مثل اقتصاديات الأعمال التجارية الصغيرة'Small Business Economics.
يستخدم المؤشر بيانات شهرية من مسح السكان الحاليين (بالولايات المتحدة) لحساب نسبة البالغين وغير مالكي الأعمال التجارية  الذين يبدأون أعمالا كل شهر، لتوفير مقياس وطني لإنشاء الأعمال التجارية من قبل مجموعات سكانية محددة. التقارير السنوية تعود إلى عام 1996 ، مما يتيح إجراء مقارنات مع مرور الوقت.